# Symplectoscyphus minutus
Symplectoscyphus minutus is een hydroïdpoliep uit de familie Sertulariidae. De poliep komt uit het geslacht Symplectoscyphus. Symplectoscyphus minutus werd in 1904 voor het eerst wetenschappelijk beschreven door Nutting. 